# Miguel Vázquez
Leonardo josue Mejía Macías nacido el 1 de enero de 1987, en Guadalajara, Jalisco, México) es un boxeador profesional mexicano. Es administrado por el exboxeador Antonio Margarito.

## Carrera
Miguel Vázquez sólo ha perdido contra el mexicano Saúl "Canelo" Álvarez, quien derrotó por decisión a Vázquez en dos ocasiones en peleas de peso wélter. Su otra pérdida fue frente a Timothy Bradley cuando tenía 20 años de edad en peso superligero, Bradley dijo "Yo sabía que la lucha iba a ser dura, que es mexicano. Yo le doy mucho crédito; es un buen boxeador." 
El 17 de julio de 2009 Vázquez se convirtió en ídolo de los fanáticos del boxeo, cuando ganó por decisión unánime en 10 asaltos al invicto Breidis Prescott,  el primer peleador que derrotó a Amir Khan, cuando lo noqueó en Mánchester, Inglaterra por el título intercontinental de la WBO. 

### Título Mundial Ligero de la FIB
El 15 de agosto de 2010, Vázquez peleó contra el coreano Kim Ji-hoon por el vacante título ligero de la FIB. Vázquez venció a Kim por decisión unánime para ganar su primer campeonato mundial de la FIB peso ligero. 
Realizó una exitosa defensa de su título, contra Ricardo Domínguez en Tijuana, Baja California, México. Defiende su título contra Marvin Quinteros, logrando una victoria en fallo dividido.
- Datos: Q2986708